# Lysimachia
Lysimachia es un género de plantas fanerógamas perteneciente a la  familia  Primulaceae. Comprende 462 especies descritas y de estas, solo 163 aceptadas.

## Descripción
Son hierbas generalmente perennes, erectas o procumbentes. Hojas verticiladas, agrupadas de tres en tres u opuestas.  Flores blancas o amarillas, solitarias axilares, o bien agrupadas en inflorescencias racemosas o paniculadas,  blancas o amarillas; cáliz y corola 5(-6)-partidos; estambres 5(6), generalmente más cortos que la corola; anteras oblongas; ovario globoso u ovoide, generalmente 5-valvado.

## Taxonomía
El género fue descrito por Carlos Linneo y publicado en Species Plantarum 1: 146. 1753. La especie tipo es:  Lysimachia vulgaris L.

## Especies seleccionadas
- Lysimachia ciliatum
- Lysimachia ciliolata
- Lysimachia clethroides
- Lysimachia ephemerum L. - lisimaquia roja[3]
- Lysimachia fukienensis
- Lysimachia guestphalica
- Lysimachia minoricensis
- Lysimachia nemorum
- Lysimachia nummularia
- Lysimachia punctata
- Lysimachia quadrifolia
- Lysimachia sertulata
- Lysimachia terrestris
- Lysimachia vulgaris

En España, Lysimachia minoricensis está considera planta extinguida en estado silvestre, por Resolución de 1 de agosto de 2018, de la Secretaría de Estado de Medio Ambiente, por la que se publica el Acuerdo de la Conferencia Sectorial de Medio Ambiente en relación con el Listado de especies extinguidas en todo el medio natural español. BOE N.º 195, lunes 13 de agosto de 2018.